# Manuel Grullón Hernández
Manuel Alejandro Grullón Hernández (Santo Domingo, República Dominicana, 14 de junio de 1984) es un  interdisciplinario, empresario, hombre de negocios y tecnólogo financiero dominicano. Es el creador de tPago, una plataforma de pago móvil del país.
Es vicepresidente del Banco Popular Dominicano, el mayor banco privado de la República Dominicana.
Es presidente y fundador de GCS-International, empresa especializada en tecnologías financieras, creada en 2009 y filial del conglomerado financiero Grupo Popular desde 2023.

## Orígenes y formación profesional
Manuel Alejandro Grullón Hernández nació el 14 de junio de 1984 en Santo Domingo, República Dominicana. Es hijo del banquero Manuel Alejandro Grullón Viñas, actual presidente del Grupo Popular y de la diplomática Rosa Hernández Caamaño, actual embajadora dominicana ante Francia y Mónaco. Su abuelo paterno, Alejandro Enrique Grullón Espaillat, fue el fundador del Grupo Popular así como del Banco Popular. Su abuela materna, Margarita Caamaño Mella, era tía del general Claudio Caamaño Grullón y prima hermana del coronel Francisco Caamaño.
Grullón estudió Estudios Interdisiplinarios en la Universidad Internacional de Florida y cursó una maestría de Responsabilidad Social Empresarial en la Pontificia Universidad Católica Madre y Maestra (PUCMM). Asimismo, realizó el International Directors Programme y el Leading From the Chair, en el instituto Insead, The Business School for the World; y culminó estudios en Barna en los niveles de Executive Master of Business Administration (MBA) y PMC.

### Vida profesional
Alejandro Grullón Hernández es un empresario dominicano reconocido por crear tPago, una de las primeras plataformas de pago móvil en el Caribe. También ha fundado y presidido empresas en los sectores financiero, tecnológico y de bienes raíces.
Con más de 15 años de experiencia en el desarrollo de empresas emergentes y proyectos de innovación en pagos móviles y tecnología financiera, Grullón Hernández ha sido reconocido por su contribución a la inclusión financiera en la República Dominicana.
En 2021, Grullón Hernández fue incluido en la lista "40 Under 40" de la revista Mercado, destacándose como uno de los jóvenes influyentes en los sectores de negocios y política del país.
Es vicepresidente del Consejo de Administración del Banco Popular Dominicano y miembro del Consejo de Administración del Grupo Popular, un conglomerado de empresas financieras.
En el Grupo Popular, preside el Comité de Tecnología e Innovación y es miembro del Consejo de Administración, el Comité Ejecutivo y Estratégico, el Comité de Gestión Integral de Riesgo, y el Comité de Gobierno Corporativo y Cumplimiento.
En el Banco Popular, preside el Comité de Tecnología e Innovación y forma parte del Comité Ejecutivo y Estratégico, el Comité de Gobierno Corporativo y Cumplimiento, y el Comité de Crédito. Además, es miembro del Consejo de Administración de la Administradora de Fondos de Inversión Popular, Servicios Digitales Popular y Avance Capital Dominicana.
Hernández es presidente de GCS International, una empresa de tecnología financiera, y presidente del Consejo de Administración de RE/MAX, una agencia de bienes raíces. También desempeña el cargo de Tesorero del Consejo de Directores de la Fundación Museo de la Altagracia Alejandro E. Grullón E., una fundación dedicada a preservar y difundir la herencia cultural y religiosa dominicana del Culto Altagraciano.
Además de sus responsabilidades empresariales, Grullón Hernández ha apoyado diversas organizaciones no gubernamentales y entidades profesionales y sociales. Fue socio fundador y presidente de AdoFintech durante el período 2018-2020, una asociación sin fines de lucro que agrupa a empresas de tecnología financiera en la República Dominicana. También ha sido miembro de varios comités y juntas directivas, como el Comité de Tecnologías de la Información y la Comunicación de la Cámara Americana de Comercio (AMCHAM DR) y la Junta Directiva de la Asociación Dominicana de Jóvenes Empresarios (ANJE), entre otros.
Presidió la Asociación Dominicana de Fintech (AdoFintech) durante el período 2020-2021 y fue miembro de la Asociación Nacional de Jóvenes Empresarios (ANJE) en 2016-2017. Ocupa el cargo de tesorero en la Fundación del Museo en la Basílica de la Altagracia.  
Fundó y preside varias empresas dedicadas a la gestión financiera, la tecnología y los bienes raíces, con operaciones dentro y fuera de la República Dominicana. Su participación en el sector Fintech y la inclusión financiera ha sido mencionada en revistas nacionales e internacionales, como Forbes, y fue reconocido como joven empresario del 2021.
En 2020 fue nombrado miembro del Consejo de Administración del Grupo Popular y del Banco Popular Dominicano. Dos años después, el 19 de marzo de 2022, fue designado vicepresidente del Consejo de Administración del Banco Popular.

## Empresas
- Fundador y presidente de GCS, Fintech[57]
- Presidente del Consejo de Administración de Remax RD[58]
- Nerdot (empresa de servicios tecnológicos personales).[59]
- Miembro del Consejo de Administración del Grupo Popular y Banco Popular Dominicano.[60]